# NGC 1923
NGC 1923 ist die Bezeichnung eines Emissionsnebels mit einem eingebetteten offenen Sternhaufen im Sternbild Dorado. Das Objekt wurde am 30. November 1834 von John Herschel entdeckt.